# 烏普薩拉城堡
烏普薩拉城堡（瑞典語：Uppsala slott）是一座位於瑞典城市烏普薩拉的修建於16世紀的皇家城堡。烏普薩拉城堡在瑞典歷史上擁有重要的地位。城堡在16世紀時期大幅擴建，1702年毀於大火，之後得到重建。現在烏普薩拉城堡是一座博物館。

## 外部連結
- Welcome to Uppsala Castle Archive.today的存檔，存档日期2013-04-18

59°51′12″N 17°38′07″E / 59.85333°N 17.63528°E